# Braithwaiteïta
La braithwaiteïta és un mineral de la classe dels fosfats. Rep el nom en honor de Richard SW Braithwaite (1930-), espectroscopista de minerals i professor a la Universitat de Manchester, al Regne Unit.

## Característiques
La braithwaiteïta és un arsenat de fórmula química NaCu²⁺₅(Sb⁵⁺Ti⁴⁺)O₂(AsO₄)₄[AsO₃(OH)]₂(H₂O)₈. Va ser aprovada com a espècie vàlida per l'Associació Mineralògica Internacional l'any 2006. Cristal·litza en el sistema triclínic. La seva duresa a l'escala de Mohs és 2.
Segons la classificació de Nickel-Strunz, la braithwaiteïta pertany a «08.D - Fosfats, etc, només amb cations de mida mitjana, (OH, etc.):RO₄ < 1:1» juntament amb els següents minerals: diadoquita, pitticita, destinezita, vashegyita, schoonerita, sinkankasita, mitryaevaïta, sanjuanita, sarmientita, bukovskyita, zýkaïta, giniïta, sasaïta, mcauslanita, goldquarryita i birchita.

## Formació i jaciments
Va ser descoberta a la mina Laurani, al districte homònim que es troba a la província d'Aroma, al Departament de La Paz (Bolívia). Es tracta de l'únic indret de tot el planeta on ha estat descrita aquesta espècie mineral.